# Rosa woronowii
Rosa woronowii là loài thực vật có hoa trong họ Hoa hồng. Loài này được Lonacz. miêu tả khoa học đầu tiên.